# Cinetus excavatus
Cinetus excavatus är en stekelart som beskrevs av Jean-Jacques Kieffer 1910. Cinetus excavatus ingår i släktet Cinetus, och familjen hyllhornsteklar. Arten är reproducerande i Sverige.